# Šárovcova Lhota
Šárovcova Lhota település Csehországban, a Jičíni járásban. Šárovcova Lhota Lukavec u Hořic, Holovousy, Hořice, Mlázovice, Lázně Bělohrad, Ostroměř és Svatojanský Újezd településekkel határos. Lakosainak száma 214 fő (2024. január 1.).

## Népesség
A település lakosságának változását az alábbi diagram mutatja:
| Lakosok száma | 577  | 539  | 464  | 301  | 234  | 200  | 191  | 199  | 181  | 214  |
|               | 1869 | 1900 | 1921 | 1961 | 1980 | 2011 | 2016 | 2019 | 2021 | 2024 |